# Darío Macor
Darío Macor (n. Lucas González, el 3 de septiembre de 1951 - f. Santa Fe, el 29 de junio de 2013) fue un historiador e intelectual argentino. Profesor en la Universidad Nacional del Litoral e investigador del Consejo Nacional de Investigaciones Científicas y Técnicas (CONICET) de Argentina.

## Biografía
Realizó sus estudios universitarios en la Universidad Nacional del Litoral (UNL) entre fines de la década de 1970 y principios de la de 1980, donde egresó con el título de Profesor en Historia.
Con la vuelta a la democracia en Argentina, y abierto el proceso de normalización en las universidades, iniciará su carrera docente. En 1987 ingresó como Profesor Titular por concurso a la cátedra de Historia Argentina en la Facultad de Humanidades y Ciencias de la Universidad Nacional del Litoral. En 1989 obtiene su segundo cargo ordinario en la materia Historia Social en la Facultad de Ciencias Políticas y Relaciones Internacionales de la Universidad Nacional de Rosario. Años más tarde, en 1994, nuevamente por concurso, es nombrado Profesor Titular en la cátedra de Historia Institucional Argentina de la Facultad de Ciencias Jurídicas y Sociales de la UNL.
En el año 1991, junto a un grupo de historiadores, politólogos, sociólogos y otros cientistas sociales fundó Estudios Sociales, revista universitaria semestral de la cual fue director hasta su muerte, habiéndose editado hasta ese momento 44 números. Con sede en la Universidad Nacional del Litoral, Estudios Sociales se convirtió en una publicación académica que logró vincular e integrar en su consejo editorial a investigadores de diferentes universidades argentinas, lo cual constituyó una novedad para su tiempo.

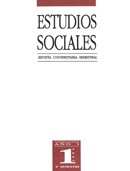
Tapa de la Revista Estudios Sociales Nº 1 de 1991

La revista obtuvo en el año 2004, el premio principal del Concurso de Revistas de Investigación en Historia y Ciencias Sociales, organizado por la Fundación Compromiso, la Fundación Ford y un grupo de académicos argentinos residentes en EE. UU. que promovieron este concurso y actuaron como jurados: Diego Armus, Tulio Halperin Donghi, Roberto Korzeniewicz, Marysa Navarro y Guillermo O'Donnell. Este concurso se realizó por única vez con el objetivo de premiar trayectorias editoriales facilitando la permanencia de revistas académicas con sólidos antecedentes y proyectos que privilegien la difusión de la investigación de calidad.
Se destacó también por su permanente voluntad de construir equipos en el trabajo académico. Empeño que demostró como director en múltiples proyectos de investigación, y en varias empresas más amplias, como la constitución del Centro de Estudios de Historia Social (CEDEHIS), el Centro de Estudios Sociales Interdisciplinarios del Litoral (CESIL), y en los últimos años del Centro de Investigaciones de la Facultad de Ciencias Jurídicas y Sociales de la UNL.
Su participación en la vida universitaria se tradujo en distintas instancias institucionales: integrando el Consejo Superior de la UNL en representación del claustro de profesores; formando parte de comisiones evaluadoras en el área de Ciencia y Técnica de distintas universidades y del CONICET; como miembro de jurado de tesis de posgrado y de concursos para la provisión de cargos docentes. En los últimos años fue también director de la Maestría en Ciencias Sociales de la UNL.
En lo referente a su producción intelectual, fue autor de numerosos libros y artículos especializados relacionados con la historia social y política argentina, en general, y de la provincia de Santa Fe en particular. Entre ellos se destacan sus escritos sobre la década de 1930 y los del primer peronismo, temas en los cuales realizó aportes significativos para comprender procesos históricos fundamentales de la historia argentina del siglo XX.

Entre sus textos más reconocidos dentro de la comunidad académica argentina se destacan su colaboración en la Nueva Historia Argentina –importante obra colectiva que se encargó de plasmar los principales avances de la historiografía argentina de las últimas décadas–; y la compilación junto a César Tcach de los dos tomos sobre Los orígenes del peronismo en el interior del país. De sus obras colectiva, Signos Santafesinos en el Bicentenario fue su último y valioso aporte para el que convocó a un importante número de especialistas de las universidades del Litoral y de Rosario con el objetivo de componer un relato del pasado provincial, capaz de recuperar sus matices, y su diversidad étnica, social y política, en el marco de la renovación que experimentó la provincia de Santa Fe en la primera década del siglo XXI.
Su compromiso ciudadano y sus inquietudes políticas, lo llevaron a participar de la organización de la Asamblea Permanente por los Derechos Humanos en la ciudad de Santa Fe durante la última dictadura militar; y más recientemente a colaborar con el proyecto que cristalizó en la primera  gobernación socialista de Argentina, con el triunfo de Hermes Binner  (2007-2011), en el marco de la coalición de organizaciones partidarias denominada Frente Progresista Cívico y Social, de la provincia de Santa Fe.

## Publicaciones

### Libros
- D. Macor: La reforma política en la encrucijada. La experiencia demoprogresista en el Estado provincial santafesino, Universidad Nacional del Litoral, Santa Fe, 1993. ISBN 950-9840-41-6
– D. Macor y E. Iglesias: El peronismo antes del peronismo. Memoria e historia en los orígenes del peronismo santafesino, Universidad Nacional del Litoral, Santa Fe, 1997. ISBN 987-508-002-0
– D. Macor (editor): Estado, democracia y ciudadanía, Red de Editoriales de Universidades Nacionales y diario Página 12, edición especial del diario Página 12, Editorial La Página, Buenos Aires, 1998. ISBN 987-503-158-5.
– D. Macor y César Tcach (editores): La invención del peronismo en el interior del país, Ediciones UNL, Santa Fe, 2003. ISBN 987-508-211-2.
– D. Macor: Nación y provincia en la crisis de los años treinta, Ediciones UNL, Santa Fe, 2005. ISBN 987-508-590-1.
– D. Macor y Susana Piazzesi (editores): Territorios de la política argentina. Córdoba y Santa Fe, 1930-1945, Ediciones UNL, Santa Fe, 2009. ISBN 978-987-6757-047-3.
– D. Macor (Director), Signos santafesinos en el Bicentenario, Ministerio de Innovación y Cultura de la Provincia de Santa Fe y Consejo Federal de Inversiones, Ciudad de Buenos Aires, Argentina, 2011. ISBN 978-987-26301-1-9.
– D. Macor y César Tcach (editores): La invención del peronismo en el interior del país II, Ediciones UNL, Buenos Aires, 2013. ISBN 978-987-657-859-2.

### Artículos y capítulos de libros (últimos años)
– D. Macor  y  S. Piazzesi: «Los trabajadores y sus días. El mundo del trabajo en la Santa Fe del novecientos», en: A cien años del informe Bialet Massé. El trabajo en la Argentina del siglo XX y albores del XXI, tomo II, EDIUNJU, Universidad Nacional de Jujuy, Jujuy Argentina, 2007, pp. 67-92. ISBN 978-950-721-268-0. 
– D. Macor y S. Piazzesi: «Organizaciones partidarias, elecciones y élites políticas. Santa Fe, Argentina 1930-1943», en: Boletín Americanista, Nº 57, Barcelona, España, 2007, pp.  107-132. ISSN 0520-4100. 
– D. Macor, «La tradición reformista en la encrucijada», en: Revista de la Facultad de Ciencias Jurídicas y Sociales, Nº 6 (nueva época), Universidad Nacional del Litoral, Santa Fe, Argentina, 2008, pp. 43-48. ISSN 1667-796X.
– D. Macor: «Partidos, coaliciones y sistema de poder», en: AA.VV. Argentina. La construcción de un país, Sudamericana, Buenos Aires, 2009, pp. 143-190. ISBN 978-950-07-3038-9. [Reedición del artículo originalmente publicado en: Alejandro Cattaruzza (dir.), Crisis económica, avance del Estado e incertidumbre política, 1930-1943, Sudamericana, Barcelona, España, 2001]. 
– D. Macor, «El Lugar del intelectual: entre la biblioteca y el acontecimiento», Prólogo al libro de Jorge Conti: La Nación a prueba, Ediciones UNL, Santa Fe, Argentina, 2009, pp. 9-14. ISBN 978-987-657-122-7. 
– D. Macor y N. Bacolla: «Centralismo y modernización técnica en la reformulación del Estado argentino. El caso provincial santafesino, 1930-1950», en: Estudios Interdisciplinarios de América Latina y el Caribe, vol. 20, Nº 2, Universidad de Tel Aviv, Tel Aviv, Israel, julio-diciembre, 2009, pp. 115-138. ISSN 0792-7061. 
– D. Macor y S. Piazzesi, «Santa Fe y Córdoba: dos piezas decisivas del ajedrez político de la Argentina de los años treinta (a manera de introducción)», en: D. Macor y S. Piazzesi (editores), Territorios de la política argentina. Córdoba y Santa Fe, 1930-1945, Ediciones UNL, Santa Fe, Argentina, 2009, pp. 5-13. ISBN 978-987-6757-047-3.
– D. Macor y S. Piazzesi, «La competencia por el poder político en la Santa Fe de los años treinta», en: D. Macor y S. Piazzesi (editores), Territorios de la política argentina. Córdoba y Santa Fe, 1930-1945, Ediciones UNL, Santa Fe, Argentina, 2009, pp. 15-59. ISBN 978-987-6757-047-3.
– N. Bacolla y D. Macor, «La reorganización del Estado santafesino en tiempos conservadores», en: D. Macor y S. Piazzesi (editores), Territorios de la política argentina. Córdoba y Santa Fe, 1930-1945, Ediciones UNL, Santa Fe, Argentina, 2009, pp. 87-111. ISBN 978-987-6757-047-3.
– D. Macor, «Representaciones colectivas en los orígenes de la identidad peronista», en: Estudios Sociales Contemporáneos, Nº 3, Instituto Multidisciplinario de Estudios Sociales Contemporáneos, Facultad de Filosofía y Letras, Universidad Nacional de Cuyo, Mendoza, Argentina, 2009, pp. 84-102. ISSN 1850-6747.
– D. Macor y N. Bacolla: «Modelos en juego en la Argentina pre-peronista. La reorganización del Estado provincial santafesino a comienzos de la década de 1940», en: Travesía. Revista de Historia Económica y Social, Nº 10/11, Universidad Nacional de Tucumán, Tucumán, Argentina, 2009, pp. 221-248. ISSN 0329-9449.
– D. Macor y S Piazzesi, «Las competencias electorales bajo el signo de la ley Sáenz Peña. Santa Fe, 1916-1922», en: Actas del XXVIII Encuentro de Geohistoria Regional, Instituto de Investigaciones Geohistóricas-CONICET, Universidad del Nordeste, Resistencia, Argentina, 2009, pp. 719-744. ISBN 978-987-21984-7-3.
– D. Macor y S. Piazzesi, «El radicalismo y la política santafesina en la Argentina de la primera república», en: Estudios, N° 23/24, revista del Centro de Estudios Avanzados (CEA), Universidad Nacional de Córdoba, Córdoba, 2010, pp. 217-240, ISSN 0328-185X. 
– D. Macor, «La voluntad intelectual», en: Estudios Sociales Nº 40, Universidad Nacional del Litoral, Santa Fe, primer semestre de 2011. pp. 9-13, ISSN 0327-4934.
– D. Macor, «Santa Fe en el espejo del Bicentenario», en: Griselda Tessio (comp.), Santa Fe: más de 200 años, Legislatura de la Provincia de Santa Fe, Santa Fe, 2011, pp. 19-30, ISBN 978-987-33-0408-8. 
–  D. Macor, «Santa Fe en el Bicentenario», Nota introductoria del libro: D. Macor (Director), Signos santafesinos en el Bicentenario, Ministerio de Innovación y Cultura de la Provincia de Santa Fe y Consejo Federal de Inversiones, Ciudad de Buenos Aires, 2011. pp. 13-15; ISBN 978-987-26301-1-9.
– D. Macor y S. Piazzesi, «Santa Fe política, 1910-1955», en: D. Macor (Director), Signos santafesinos en el Bicentenario, op. cit., pp. 225-269.
– S. Piazzesi y D. Macor, «Santa Fe política, 1955-2010», en: D. Macor (Director), Signos santafesinos en el Bicentenario, op. cit., pp. 427-474.
– D. Macor, «La década de 1930 en la historiografía argentina», en: María Silvia Leoni y María del Mar Solís Carnicer (comps.), La política en los espacios subnacionales. Provincias y Territorios en el Nordeste argentino (1880-1955), Prohistoria Ediciones, Rosario, 2012. ISBN 978-987-1855-26-1. pp. 41-72
– D. Macor, «Presentación al número especial de la revista Estudios Sociales: 1912-2012. A cien años de la reforma de Sáenz Peña», Estudios Sociales Nº 43, Universidad Nacional del Litoral, Santa Fe, segundo semestre de 2012. ISSN 0327-4934, pp. 7-8.
– D. Macor y César Tcach, «El oxímoron peronista en las provincias», Introducción a: D. Macor y César Tcach (editores): La invención del peronismo en el interior del país II, Ediciones UNL, Buenos Aires, 2013. ISBN 978-987-657-859-2, págs. 7-13.
– D. Macor, «La construcción de una hegemonía electoral. Santa Fe, 1946-1955», en: D. Macor y C. Tcach: (editores): La invención del peronismo en el interior del país II, op. cit., págs. 101-124.  
– D. Macor  y  Susana Piazzesi: «Poder legislativo y democracia electoral. Santa Fe, 1912-1930», en: Revista de Historia Americana y Argentina,  Universidad Nacional de Cuyo, Mendoza, primer semestre de 2013. ISSN 0556-5960. Disponible en: http://www.scielo.org.ar/scielo.php.